# Cans-et-Cévennes
Cans-et-Cévennes é uma comuna francesa na região administrativa da Occitânia, no departamento de Lozère. Estende-se por uma área de 43.81 km², e possui 286 habitantes, segundo o censo de 2018, com uma densidade de 6.5 hab/km².
Foi criada, em 1 de janeiro de 2016, a partir da fusão das antigas comunas de Saint-Laurent-de-Trèves e Saint-Julien-d'Arpaon.